# Piłka ręczna na Igrzyskach Ameryki Południowej 2022
Turnieje piłki ręcznej na Igrzyskach Ameryki Południowej 2022 odbyły się w dniach 6–15 października 2022 roku w paragwajskim mieście Asunción. Służyły one jednocześnie jako kwalifikacja do turnieju piłki ręcznej na Igrzyskach Panamerykańskich 2023.
Była to szósta edycja zawodów w piłce ręcznej w historii tej imprezy. Zawody zostały rozegrane w CEO Centro de Entrenamiento Olímpico, turniej żeński odbył się w dniach 6–10 października, zaś męski od 11 do 15 października 2022 roku. Zespoły – pięć męskich i sześć żeńskich – rywalizowały systemem kołowym w ramach jednej grupy. Prócz medali stawką tych zawodów był awans dla dwóch czołowych drużyn – nie uwzględniając Chile – na Igrzyska Panamerykańskie 2023.
W zawodach triumfowali Argentyńczycy i Brazylijki, prócz nich awans na IP 2023 uzyskali Urugwajczycy i Paragwajki.

## Podsumowanie

### Klasyfikacja medalowa
| Klasyfikacja medalowa | Klasyfikacja medalowa | Klasyfikacja medalowa | Klasyfikacja medalowa | Klasyfikacja medalowa | Klasyfikacja medalowa |
| --------------------- | --------------------- | --------------------- | --------------------- | --------------------- | --------------------- |
| Miejsce               | Reprezentacja         | Złoto                 | Srebro                | Brąz                  | Razem                 |
| 1                     | Argentyna             | 1                     | 0                     | 1                     | 2                     |
| 2                     | Brazylia              | 1                     | 0                     | 0                     | 1                     |
| 3                     | Chile                 | 0                     | 1                     | 0                     | 1                     |
| =                     | Paragwaj              | 0                     | 1                     | 0                     | 1                     |
| 5                     | Urugwaj               | 0                     | 0                     | 1                     | 1                     |
| Razem                 | Razem                 | 2                     | 2                     | 2                     | 6                     |

### Medaliści
| Konkurencja | 1. miejsce | 2. miejsce | 3. miejsce |
| ----------- | ---------- | ---------- | ---------- |
| Mężczyźni   | Argentyna  | Chile      | Urugwaj    |
| Kobiety     | Brazylia   | Paragwaj   | Argentyna  |

## Turniej mężczyzn
| 11 października 202214:30 | Argentyna | 43:17(22:7) | Wenezuela | CEO Centro de Entrenamiento Olímpico, Asunción Widzów: 208 Sędzia: Sosa, Lemes |
| 11 października 202214:30 |           | 43:17(22:7) |           | CEO Centro de Entrenamiento Olímpico, Asunción Widzów: 208 Sędzia: Sosa, Lemes |

| 11 października 202216:30 | Paragwaj | 29:33(15:14) | Urugwaj | CEO Centro de Entrenamiento Olímpico, Asunción Widzów: 1 120 Sędzia: Paolantoni, García |
| 11 października 202216:30 |          | 29:33(15:14) |         | CEO Centro de Entrenamiento Olímpico, Asunción Widzów: 1 120 Sędzia: Paolantoni, García |

| 12 października 202214:30 | Wenezuela | 19:41(10:21) | Chile | CEO Centro de Entrenamiento Olímpico, Asunción Widzów: 550 Sędzia: Paolantoni, García |
| 12 października 202214:30 |           | 19:41(10:21) |       | CEO Centro de Entrenamiento Olímpico, Asunción Widzów: 550 Sędzia: Paolantoni, García |

| 12 października 202216:30 | Paragwaj | 21:44(11:22) | Argentyna | CEO Centro de Entrenamiento Olímpico, Asunción Widzów: 990 Sędzia: Magalhães, Godoy |
| 12 października 202216:30 |          | 21:44(11:22) |           | CEO Centro de Entrenamiento Olímpico, Asunción Widzów: 990 Sędzia: Magalhães, Godoy |

| 13 października 202214:30 | Wenezuela | 35:35(16:16) | Paragwaj | CEO Centro de Entrenamiento Olímpico, Asunción Widzów: 1 012 Sędzia: Sosa, Lemes |
| 13 października 202214:30 |           | 35:35(16:16) |          | CEO Centro de Entrenamiento Olímpico, Asunción Widzów: 1 012 Sędzia: Sosa, Lemes |

| 13 października 202216:30 | Chile | 33:24(18:13) | Urugwaj | CEO Centro de Entrenamiento Olímpico, Asunción Sędzia: Magalhães, Godoy |
| 13 października 202216:30 |       | 33:24(18:13) |         | CEO Centro de Entrenamiento Olímpico, Asunción Sędzia: Magalhães, Godoy |

| 14 października 202214:30 | Urugwaj | 20:35(10:14) | Argentyna | CEO Centro de Entrenamiento Olímpico, Asunción Widzów: 600 Sędzia: Magalhães, Godoy |
| 14 października 202214:30 |         | 20:35(10:14) |           | CEO Centro de Entrenamiento Olímpico, Asunción Widzów: 600 Sędzia: Magalhães, Godoy |

| 14 października 202216:30 | Chile | 43:22(21:7) | Paragwaj | CEO Centro de Entrenamiento Olímpico, Asunción Widzów: 972 Sędzia: Paolantoni, García |
| 14 października 202216:30 |       | 43:22(21:7) |          | CEO Centro de Entrenamiento Olímpico, Asunción Widzów: 972 Sędzia: Paolantoni, García |

| 15 października 202210:00 | Urugwaj | 28:27(13:15) | Wenezuela | CEO Centro de Entrenamiento Olímpico, Asunción Widzów: 320 Sędzia: Magalhães, Godoy |
| 15 października 202210:00 |         | 28:27(13:15) |           | CEO Centro de Entrenamiento Olímpico, Asunción Widzów: 320 Sędzia: Magalhães, Godoy |

| 15 października 202212:00 | Argentyna | 29:21(17:9) | Chile | CEO Centro de Entrenamiento Olímpico, Asunción Widzów: 1 600 Sędzia: Sosa, Lemes |
| 15 października 202212:00 |           | 29:21(17:9) |       | CEO Centro de Entrenamiento Olímpico, Asunción Widzów: 1 600 Sędzia: Sosa, Lemes |

## Turniej kobiet
| 6 października 202214:00 | Paragwaj | 19:34(8:18) | Brazylia | CEO Centro de Entrenamiento Olímpico, Asunción Sędzia: Paolantoni, García |
| 6 października 202214:00 |          | 19:34(8:18) |          | CEO Centro de Entrenamiento Olímpico, Asunción Sędzia: Paolantoni, García |

| 6 października 202216:00 | Argentyna | 48:1(23:1) | Boliwia | CEO Centro de Entrenamiento Olímpico, Asunción Widzów: 500 Sędzia: Aguilera, Gutiérrez |
| 6 października 202216:00 |           | 48:1(23:1) |         | CEO Centro de Entrenamiento Olímpico, Asunción Widzów: 500 Sędzia: Aguilera, Gutiérrez |

| 6 października 202218:00 | Chile | 21:27(9:15) | Urugwaj | CEO Centro de Entrenamiento Olímpico, Asunción Widzów: 222 Sędzia: Corrêa, Corrêa |
| 6 października 202218:00 |       | 21:27(9:15) |         | CEO Centro de Entrenamiento Olímpico, Asunción Widzów: 222 Sędzia: Corrêa, Corrêa |

| 7 października 202214:00 | Argentyna | 22:23(9:8) | Paragwaj | CEO Centro de Entrenamiento Olímpico, Asunción Sędzia: Sosa, Lemes |
| 7 października 202214:00 |           | 22:23(9:8) |          | CEO Centro de Entrenamiento Olímpico, Asunción Sędzia: Sosa, Lemes |

| 7 października 202216:00 | Boliwia | 6:49(2:23) | Chile | CEO Centro de Entrenamiento Olímpico, Asunción Widzów: 500 Sędzia: Paolantoni, García |
| 7 października 202216:00 |         | 6:49(2:23) |       | CEO Centro de Entrenamiento Olímpico, Asunción Widzów: 500 Sędzia: Paolantoni, García |

| 7 października 202218:00 | Brazylia | 29:25(14:11) | Urugwaj | CEO Centro de Entrenamiento Olímpico, Asunción Widzów: 223 Sędzia: Aguilera, Gutiérrez |
| 7 października 202218:00 |          | 29:25(14:11) |         | CEO Centro de Entrenamiento Olímpico, Asunción Widzów: 223 Sędzia: Aguilera, Gutiérrez |

| 8 października 202214:00 | Urugwaj | 21:29(13:13) | Paragwaj | CEO Centro de Entrenamiento Olímpico, Asunción Widzów: 1 500 Sędzia: Paolantoni, García |
| 8 października 202214:00 |         | 21:29(13:13) |          | CEO Centro de Entrenamiento Olímpico, Asunción Widzów: 1 500 Sędzia: Paolantoni, García |

| 8 października 202216:00 | Boliwia | 1:54(0:26) | Brazylia | CEO Centro de Entrenamiento Olímpico, Asunción Widzów: 427 Sędzia: Sosa, Lemes |
| 8 października 202216:00 |         | 1:54(0:26) |          | CEO Centro de Entrenamiento Olímpico, Asunción Widzów: 427 Sędzia: Sosa, Lemes |

| 8 października 202218:00 | Chile | 25:29(10:14) | Argentyna | CEO Centro de Entrenamiento Olímpico, Asunción Widzów: 1 007 Sędzia: Corrêa, Corrêa |
| 8 października 202218:00 |       | 25:29(10:14) |           | CEO Centro de Entrenamiento Olímpico, Asunción Widzów: 1 007 Sędzia: Corrêa, Corrêa |

| 9 października 202214:00 | Paragwaj | 47:6(22:4) | Boliwia | CEO Centro de Entrenamiento Olímpico, Asunción Widzów: 1 507 Sędzia: Aguilera, Gutiérrez |
| 9 października 202214:00 |          | 47:6(22:4) |         | CEO Centro de Entrenamiento Olímpico, Asunción Widzów: 1 507 Sędzia: Aguilera, Gutiérrez |

| 9 października 202216:00 | Urugwaj | 20:22(8:13) | Argentyna | CEO Centro de Entrenamiento Olímpico, Asunción Widzów: 850 Sędzia: Corrêa, Corrêa |
| 9 października 202216:00 |         | 20:22(8:13) |           | CEO Centro de Entrenamiento Olímpico, Asunción Widzów: 850 Sędzia: Corrêa, Corrêa |

| 9 października 202218:00 | Brazylia | 33:13(17:8) | Chile | CEO Centro de Entrenamiento Olímpico, Asunción Widzów: 520 Sędzia: Sosa, Lemes |
| 9 października 202218:00 |          | 33:13(17:8) |       | CEO Centro de Entrenamiento Olímpico, Asunción Widzów: 520 Sędzia: Sosa, Lemes |

| 10 października 202214:00 | Urugwaj | 41:1(20:0) | Boliwia | CEO Centro de Entrenamiento Olímpico, Asunción Widzów: 900 Sędzia: Aguilera, Gutiérrez |
| 10 października 202214:00 |         | 41:1(20:0) |         | CEO Centro de Entrenamiento Olímpico, Asunción Widzów: 900 Sędzia: Aguilera, Gutiérrez |

| 10 października 202216:00 | Chile | 22:17(11:10) | Paragwaj | CEO Centro de Entrenamiento Olímpico, Asunción Widzów: 1 621 Sędzia: Paolantoni, García |
| 10 października 202216:00 |       | 22:17(11:10) |          | CEO Centro de Entrenamiento Olímpico, Asunción Widzów: 1 621 Sędzia: Paolantoni, García |

| 10 października 202218:00 | Brazylia | 26:15(14:9) | Argentyna | CEO Centro de Entrenamiento Olímpico, Asunción Widzów: 750 Sędzia: Sosa, Lemes |
| 10 października 202218:00 |          | 26:15(14:9) |           | CEO Centro de Entrenamiento Olímpico, Asunción Widzów: 750 Sędzia: Sosa, Lemes |